# Övre Kvällådammet
Övre Kvällådammet är en sjö i Åsele kommun i Lappland och ingår i Ångermanälvens huvudavrinningsområde.